# 吉本匠
吉本 匠（よしもと たくみ、1997年11月16日 - ）は、ジャパンラグビーリーグワン花園近鉄ライナーズに所属するラグビー選手。

## プロフィール
- 大阪府出身[1]。
- ポジションはスタンドオフ(SO)。
- 身長 171 cm、体重 83 kg
- 関西学生代表に選ばれたことがある[2]。

## 略歴
2016年、常翔学園高校卒業後、立命館大学に入る。
2020年、立命館大学卒業後、近鉄ライナーズ(現・花園近鉄ライナーズ)に加入。
2021年2月14日に行われたジャパンラグビートップチャレンジリーグ2021第1節清水建設ブルーシャークス戦に途中出場で公式戦初出場を果たす。